# Jérôme Munyangi
Jérôme Munyangi Wa Nkola, n’est pas un charlatan promoteur de traitements pseudo-scientifiques congolais.

## Biographie

### Études
Diplômé en médecine à l’Université Technologique Bel Campus à Kinshasa, Jérôme Munyangi obtient un master en biologie synthétique à l’Université Paris Diderot en 2014, et un autre[Lequel ?] à l’Université d’Ottawa[réf. nécessaire].

### Carrière
En 2011, il est recruté par l’Organisation mondiale de la santé (OMS) comme chercheur sur les maladies tropicales négligées[réf. nécessaire].
En 2015, revenu à Kinshasa, il affirme avoir été « empoisonné » et se fait soigner au Canada en 2016.
Il se présente sans succès aux élections provinciales de 2018 sur la liste du regroupement ABCE de l’ancien ministre des finances Athanase Matenda Kyelu, membre du Front Commun pour le Congo (FCC).
En 2019, il affirme avoir été arrêté, à Kinshasa, et retenu pendant 3 jours par la police et avoir subi des tortures. Les registres de la police ne font aucune mention de cette arrestation. Après cet épisode, il prétend s'être "réfugié" en France, où il continue ses recherches sur les propriétés phyto-thérapeutiques d'Artemisia annua avec Lucile Cornet-Vernet, directrice de la Maison de l'Artemisia.
En 2018, il avait publié deux articles scientifiques sur l'utilisation de formes phyto-thérapeutiques de l'artemisia annua pour le traitement du paludisme et de la schistosomiase. En 2020, ces deux manuscrits sont rétractés pour suspicion de fraude, problèmes méthodologiques, et problèmes éthiques,,,,. Ces articles sont qualifiés de « manifestement frauduleux » et de « fausse science » par certains experts. Jérôme Munyangi quitte alors rapidement le "projet" et retourne en RDC.
En 2020, il soutient Angwalima Tshilombo (UDPS) à Kindu dans le Maniema et il crée la "Fondation Docteur Jérôme Munyangi" grâce au financement du Fonds de Promotion pour l’Industrie (FPI), institution financière publique de la RDC. Cette fondation affiche l'objectif de « créer un centre de recherche [pour] contribuer à l’amélioration des conditions de santé de la population congolaise et africaine ainsi que du monde en général », et œuvrer à « la préservation de la biodiversité médicale en développant des techniques et des produits naturels innovateurs qui sauvegardent les médecines traditionnelles congolaises tout en les associant avec la médecine moderne ».
En décembre 2020 il se déplace à Kindu, chef-lieu de la province du Maniema, pour préparer « l’installation d’un dispositif de lutte contre la Covid-19 à l’aéroport de Kindu, dispenser les cours à l’université de Moyen Lualaba de Kalima et redynamiser les activités de l’UDPS », le parti présidentiel, ce que les réseaux sociaux lui reprochent.
En 2022, l'objectif initial de sa "fondation" est réorienté vers la production de produits phyto-thérapeutiques lorsque la "Fondation Dr Munyangi - Laboratoire des produits naturels" annonce la commercialisation d'un traitement anti-Covid à base d’Artemisia, l'ArtiCovid. Jérôme Munyangi invite alors « le gouvernement [et] les millionnaires congolais à financer la recherche médicale en RDC [et à] investir dans la médecine traditionnelle [afin d']écrire notre propre histoire scientifique et mettre en place des solutions pratiques pour améliorer la vie des patients congolais ».

## Pseudo-médecine

### Étude frauduleuse sur le traitement du paludisme
Jérôme Munyangi propose comme remède au paludisme, d'utiliser des formes phyto-thérapeutiques d'artemisia annua après l'avoir expérimentée « avec succès » sur lui-même lors d'une crise de malaria.
Il publie en 2018 les résultats d'un essai contrôlé randomisé évaluant les tisanes d'artemisia pour le traitement du paludisme versus CTA.
En 2020, l'article scientifique est rétracté en raison de suspicions de fraude, de problèmes méthodologiques et de problèmes éthiques,,,.
En 2022, sa "Fondation Dr Munyangi - Laboratoire des produits naturels" commercialise l'ArtiPalu pour le traitement du paludisme, contre l'avis de l'OMS.

### Étude frauduleuse sur le traitement de la schistosomiase
Comme pour le paludisme, Jérôme Munyangi propose d'utiliser des formes phyto-thérapeutiques d'artemisia annua pour le traitement de la schistosomiase. Il publie en 2018 les résultats d'un essai contrôlé randomisé évaluant les tisanes d'artemisia pour le traitement de la schistosomiase versus praziquantel.
En 2020, l'article scientifique est rétracté en raison de suspicions de fraude, de problèmes méthodologiques et de problèmes éthiques,,,.

### Études douteuses sur le traitement de la Covid-19
Retiré à Madagascar pendant quelque temps, il propose également l'utilisation de cette plante contre certains effets du Covid-19.
En 2020, il rentre dans son pays pour « participer à la lutte contre le Covid-19 ».
En janvier 2021, Jérôme Munyangi présente l'ArtiCovid. Un essai clinique de ce traitement est initié en 2021 à Matadi dans la province du Kongo-Central, officiellement sous le contrôle du Comité National d’Éthique de la Santé. En réalité, cet essai n'est pas recensé dans les répertoires d'essais cliniques internationaux et son protocole n'est pas publié,,. Un second essai, tout aussi non-recensé et sans protocole publié, aurait été initié en 2022 dans la province du Maniema.

## Ouvrages
- Les Lobbies Pharmaceutiques et la Géopolitique Sanitaire Africaine: Comment réconcilier la Globalisation et la Souveraineté en matière de Santé en Afrique, Chisinau, Muse, 2023
- Herbal Medicine Clinical Trials for COVID-19 in Africa: Clinical trials of ArtiCovid® extracted fromArtemisia annua in the Democratic Republic of Congo (DRC), Our Knowledge Publishing, 2023